# HIP 78530
HIP 78530 — звезда в созвездии Скорпиона. Находится на расстоянии 446 световых лет от Земли. Вокруг звезды обращается, как минимум, одна экзопланета.

## Характеристики
HIP 78530 — звезда 7,19 видимой звёздной величины и не видна невооружённым глазом. HIP 78530 относится к спектральному классу B9V с радиусом и массой в 2,39 и 2,5 солнечных соответственно. Температура поверхности звезды составляет приблизительно 10500 градусов Кельвина. Светимость HIP 78530 составляет приблизительно 40 солнечных.

## Планетная система
В 2011 году было объявлено об открытии коричневого карлика HIP 78530 b в системе. Масса коричневого карлика составляет 23 массы Юпитера. Он обращается на расстоянии 710 а. е. от родительской звезды, период обращения составляет 12000 лет.